# ایتاپیراتینز
ایتاپیراتینز (به پرتغالی: Itapiratins) یک منطقهٔ مسکونی در برزیل است که در توکانتینس واقع شده‌است. ایتاپیراتینز ۳٬۷۹۵ نفر جمعیت دارد.